# Esteban Valenzuela
Esteban Manuel Valenzuela Van Treek, né le 12 mars 1964 à Rancagua, est un journaliste, politologue, historien et homme politique chilien. Il est ministre de l'Agriculture depuis le 11 mars 2022.
Il a également été député entre 2002 et 2010 et maire de Rancagua entre 1992 et 1996, puis membre fondateur et vice-président de la Fédération régionaliste verte sociale (FRVS) en 2017.

## Biographie

### Famille et études
Esteban Valenzuela nait le 12 mars 1964 à Rancagua, il est le fils de Darío Valenzuela Carreño et Erna Van Treek Carrasco. Son frère, Darío Valenzuela, est maire de sa ville de naissance entre 1996 et 2000.
Entre 1985 et 1991, il étudie à l'École de journalisme de l'Université pontificale catholique du Chili et dont il obtient le diplôme. Quelques années plus tard, il obtient une maitrise en sciences politiques au sein de la même université. Il obtient également une maîtrise en développement et gestion publique à l'Université du Wisconsin à Madison aux États-Unis, où il a étudié entre 1996 et 1998.
En 2011, il obtient un doctorat en histoire contemporaine, à l'Université de Valence en Espagne, avec la thèse intitulée : « Christianisme, révolution et renouveau au Chili. Le Mouvement d'action populaire unitaire (MAPU) 1969-1989 ».
Il est marié à la psychologue Alejandra Pallamar Azúa, et il est père de trois enfants : Amanda, Gregorio et Joaquín.

## Carrière politique

### Jeunesse militante
Il commence son engagement politique en étant opposé à la dictature militaire d'Augusto Pinochet. Il est notamment arrêté en 1980 pour la première fois, pour avoir promu la réunion « Canto y Verdad ».
Durant son passage à l'université, il est élu étudiant, en tant que président du Centre étudiant et en 1985, vice-président de la première Fédération des étudiants de l'Université catholique (FEUC), il avait été élu démocratiquement. Au même moment, il est arrêté cinq fois pour avoir dirigé des manifestations pacifiques et a été détenu à Santiago.
Il est notamment président de l'organisation jeunesse du MAPU, également membre de la commission politique du parti. Il était également vice-président de l'Union des Jeunes pour le Socialisme (UJS). Lors du Référendum chilien de 1988, il est coordinateur national au sein de la Concertation des partis pour la démocratie, engagé pour le non.
En 1987, il est l'un des fondateurs du Parti pour la démocratie, dont il est secrétaire général en 2000.

### Maire de Rancagua
En juin 1992, à 28 ans, il est élu maire de Rancagua, fonction qu'il occupe entre 1992 et 1996. Au cours de son mandat, il recherche à résoudre des déficits d'infrastructure dans les secteurs ruraux et populaires : notamment sur les problèmes d'eau potable, d'éclairage, de trottoirs et d'espaces verts, et de fournir une modernisation pour la ville avec notamment l'ouverture de routes et de l'autoroute.

### Député (2002-2010)

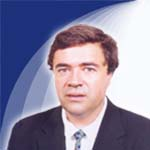
Photo officielle en tant que député (vers 2001)

Lors des élections législatives de 2001, le 16 décembre 2001, il est élu député sur la circonscription n°32 (Rancagua). Il devient membre de la commission des Mines et de l'Énergie, de la régionalisation, la Planification et du Développement Social. Il participe à la Commission spéciale sur la situation fiscale des mines privées.
Lors des élections législatives de 2005, il est réélu sur la même circonscription et siège à nouveau au sein des mêmes commissions, participant aux commissions spéciales sur les zones extrêmes et l'étude du régime politique chilien.
En janvier 2007, il démissionne du PPD pour rejoindre le mouvement ChilePrimero, créé par le sénateur Fernando Flores, qui avait créé un groupe de dissidents au sein du parti, et qui comprenait également le député Jorge Schaulsohn. Cependant, après presque deux ans de militantisme, il décide de démissionner puisque Fernando Flores a promis le soutien de ChilePrimero à la candidature présidentielle de la droite Sebastián Piñera.
Ensuite, il rejoint le groupe des députés « indisciplinés » du Parti socialiste (PS). En 2008, il a été l'un des députés signataires qui ont porté l'adoption du projet de loi sur la garde partagée au Congrès national. En 2009, il soutient la candidature présidentielle de Marco Enríquez-Ominami et est candidat à sa propre réélection sur la liste parlementaire « Nueva Mayoría para Chile », cependant il perd face au candidat socialiste Juan Luis Castro.

### Journalisme et création de la FRVS (2010-2017)
Entre 2010 et 2013, il vit au Guatemala aux côtés de communautés mayas.
Lors de son retour au Chili, il retrouve ses anciens alliés politiques de la Concertation des partis pour la démocratie, désormais alliés sous la coalition de la Nueva Mayoría (Nouvelle Majorité), qui était membre de l'équipe technique de la candidate Michelle Bachelet.
Il est notamment directeur de campagne dans le territoire puis président (en 2014) de la « Commission présidentielle consultative de la décentralisation et de l'aménagement du territoire » sous le second gouvernement de Michelle Bachelet. Les travaux de la commission ont permis de faire progresser l'autonomie et de faire remonter la question environnementale dans tous les territoires.
Quelques années plus tard, il continue son engagement comme indépendant de la gauche verte régionaliste au sein du groupe «Los Federales ». En mai 2017, il est l'un des fondateurs de la Fédération régionaliste verte sociale et dont il devient le vice-président.
La même année, il se présente aux élections régionales dans la région d'O'Higgins, candidat dans la province de Cachapoal, qui comprend la commune de Rancagua. À l'issue de l'élection, il n'est pas élu.

### Ministre de l'Agriculture
Le 21 janvier 2022, il est nommé ministre de l'Agriculture par le président élu Gabriel Boric, et entre en fonction immédiatement après lui le 11 mars 2022. Sa nomination est remise en cause par la députée de son parti FRVS, Alejandra Sepúlveda, qui a assuré qu'« il ne remplit pas les conditions techniques nécessaires » pour occuper ce poste.